# Parque nacional Sobaeksan
Parque nacional Sobaeksan (en coreano: 소백산국립공원) es el nombre que recibe un espacio protegido que se encuentra en las provincias de Chungcheongbuk-do y de Gyeongsangbuk-do, en el país asiático de Corea del Sur. Fue designado como el parque nacional número 18 en el año 1987. Recibe su nombre de un monte de 1439 metros (4721 pies) de altura llamado Sobaeksan. El parque es el hogar de 1.067 especies de plantas y 2.639 especies de animales.